# النوى القاعدية لدى الرئيسيات

النوى القاعدية عند الإنسان

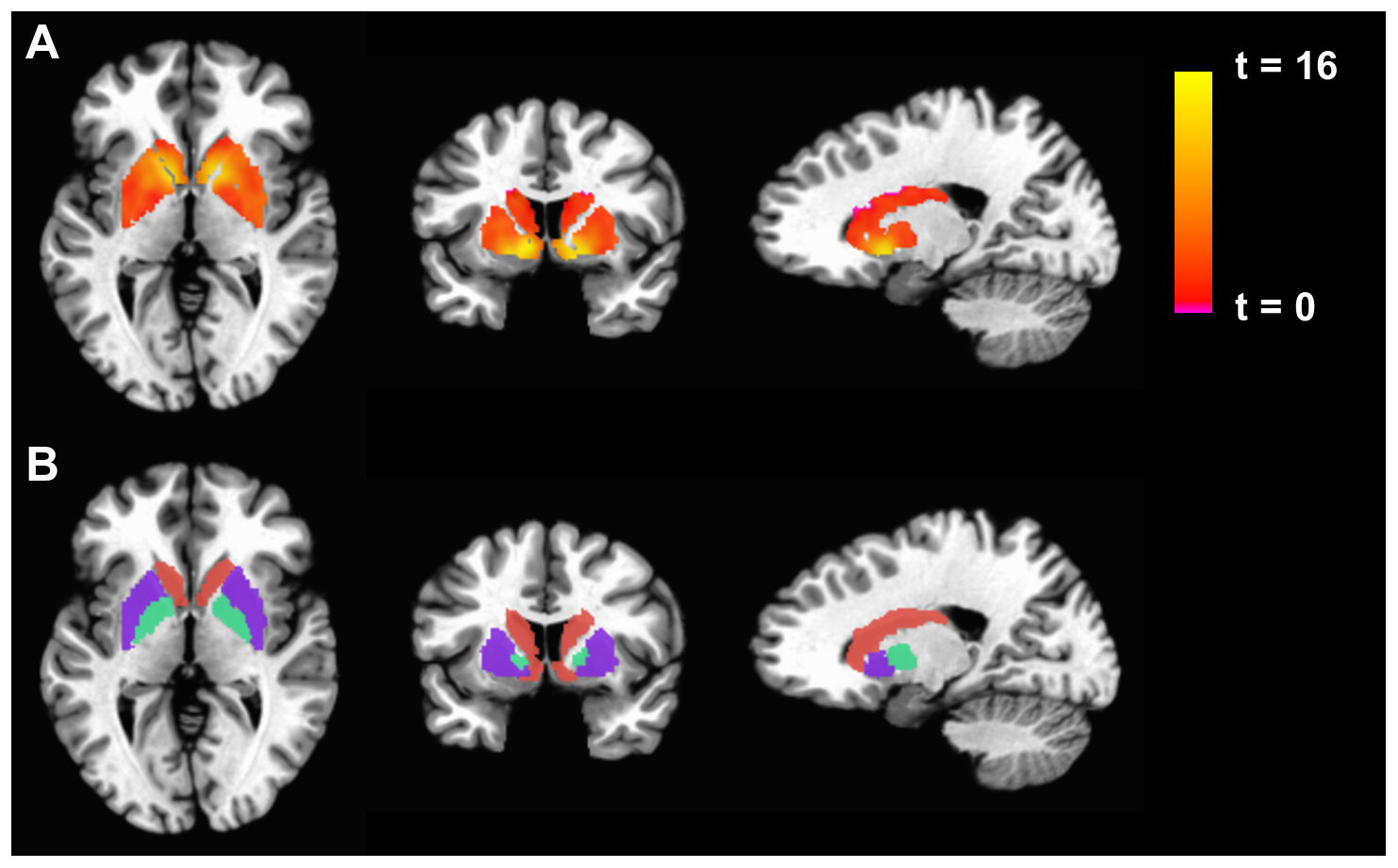
انخفاض التنشيط في هياكل العقد القاعدية في مرضى متلازمة التعب المزمن

تشكل النوى القاعدية نظامًا دماغيًا رئيسًا عند جميع أنواع الفقاريات، ولكنها تمتلك ميزات خاصة لدى الرئيسيات (بما في ذلك البشر) تبرر دراستها بشكل منفصل. كما هو الحال عند الفقاريات الأخرى، يمكن تقسيم النوى القاعدية لدى الرئيسيات إلى مكونات مخططة وشاحبة وسوداء وتحت مهادية. مع ذلك، في الرئيسيات قسمان فرعيان شاحبان يطلق عليهما الكرة الشاحبة الخارجية والكرة الشاحبة الداخلية. أيضًا في الرئيسيات، يُقسم الجسم المخطط الظهري بواسطة سبيل عصبي كبير يسمى المحفظة الغائرة إلى كتلتين تسميان النواة الذنبية والبطامة - لا يوجد مثل هذا التقسيم لدى معظم الأنواع الأخرى، ويجري التعرف فقط على الجسم المخطط ككل. أبعد من ذلك، هناك دوائر معقدة من الاتصالات بين الجسم المخطط والقشرة الدماغية تكون خاصة بالرئيسيات. يعكس هذا التعقيد الفرق في أداء المناطق القشرية المختلفة في دماغ الرئيسيات.
أُجريت دراسات التصوير الوظيفي بشكل رئيسي باستخدام البشر. إضافة إلى ذلك، إن عدة أمراض تنكسية عصبية رئيسية للعقد القاعدية، بما فيها مرض باركنسون ومرض هنتنغتون، خاصة بالبشر على الرغم من اقتراح «نماذج» منها لأنواع أخرى.

## الاتصال القشري المخططي

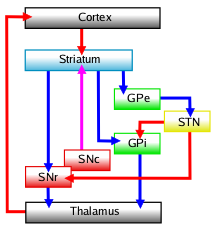
مخطط للتشابكات للنواة القاعدية، يظهر مسارات الغلوتامات باللون الأحمر، والدوبامين باللون الأرجواني، ومسارات GABA باللون الأزرق

يسمى الخرج الرئيسي من القشرة، مع محاور عصبية آتية من معظم المناطق القشرية المتصلة بالجسم المخطط، بالاتصال القشري المخططي، وهو جزء من حلقة القشرة-العقد القاعدية-المهاد thalamo-القشرة. تكون معظم هذه المحاور رقيقة وغير متفرعة في الرئيسيات. لا يتلقى الجسم المخطط محاور عصبية من القشرة الشمية أو البصرية أو السمعية الأولية. الاتصال القشري المخططي هو مسار جلوتاماتيرجي استثاري. يمكن أن يخرج من موقع قشري صغير واحد الكثير من فروع المحاور العصبية إلى عدة أجزاء من الجسم المخطط.

## الجسم المخطط
الجسم المخطط هو أكبر بنى العقد القاعدية.

### البنية

#### التكوين العصبوني
تمثل العصبونات الشوكية المتوسطة (إم إس إن) ما يصل إلى 95 في المائة من العصبونات المخططة. هناك مجموعتان من هذه العصبونات الإسقاطية، إم إس إن 1 وإم إس إن 2، وكلاهما مثبط غابي الفعل. هناك أيضًا مجموعات مختلفة من العصبونات البينية غابية الفعل ومجموعة واحدة من العصبونات البينية كولينية الفعل. هذه الأنواع القليلة مسؤولة عن استقبال ومعالجة وترحيل جميع المدخلات القشرية.
تُشابك معظم الأشواك التغصنية على العصبونات الشوكية المتوسطة مع الواردات القشرية وتُسقِط محاورها العصبية الكثير من collaterals إلى العصبونات الأخرى. تختلف العصبونات البينية كولينية الفعل لدى الرئيسيات اختلافًا كبيرًا عن تلك الموجودة في غير الرئيسيات. ويقال إنها نشطة بشكل موتر.
يحتوي الجسم المخطط الظهري والجسم المخطط البطني على مجموعات مختلفة من العصبونات البينية كولينية الفعل التي تُظهر اختلافًا ملحوظًا في الشكل.

#### الفسيولوجيا
تكون العصبونات المخططة عادة غير نشطة ما لم تُحفز عن طريق المدخلات القشرية.

#### مستويات التنظيم
الجسم المخطط هو كتلة واحدة من المادة الرمادية تحتوي على جزأين مختلفين، جزء بطني وظهري. يحتوي الجسم المخطط الظهري على النواة الذنبية والبطامة، ويحتوي الجسم المخطط البطني على النواة المتكئة والحديبة الشمية. يُنظر إلى المحفظة الغائرة على أنها تقسم جزأي الجسم المخطط الظهري. تذهب المدخلات الحسية الحركية في الغالب إلى البطامة. تذهب المدخلات الترابطية إلى النواة الذنبية وربما إلى النواة المتكئة.
هناك مكونان مختلفان للجسم المخطط يمكن التمييز بينهما عن طريق الصَّبْغ - الستريوسوم ومصفوفة. تقع الستريوسومات في مصفوفة الجسم المخطط وتحتوي على مستقبلات ميو أشباه الأفيونية ومواقع ربط مستقبلات الدوبامين D1.
تعطي الألياف المخططة الشاحبة اتصالًا من البطامة إلى الكرة الشاحبة والمادة السوداء.

#### دراسة التشبيك العصبي
على عكس العصبونات المثبطة غابية الفعل في القشرة الجديدة التي تُرسل اتصالات محلية فقط، تُرسل هذه العصبونات في الجسم المخطط محاور عصبية طويلة إلى أهداف في الشاحبة والمادة السوداء. أظهرت دراسة أجريت على قرد المكاك أن العصبونات الشوكية المتوسطة لها عدة أهداف. تستهدف معظم المحاور العصبية المخططة الكرة الشاحبة الخارجية أولًا، ويستهدف بعضها أيضًا الكرة الشاحبة الداخلية وكلا جزأي المادة السوداء. لا توجد إسقاطات محورية عصبية وحيدة إلى الكرة الشاحبة الداخلية أو المادة السوداء أو إلى كلا هاتين المنطقتين؛ يكون الاتصال فقط كأهداف مستمرة عبر محاور جانبية من الجسم المخطط إلى الكرة الشاحبة الخارجية.
إن الفرق الوحيد بين الشبكات العصبية المحورية للستريوسومات والمحاور العصبية لتلك العصبونات في المصفوفة هو في أعداد محاورها العصبية المتفرعة. تعبر المحاور العصبية الستريوسومية على طول المادة السوداء، وينبعث منها في قرد المكاك 4 إلى 6 محاور جانبية رأسية تشكل أعمدة رأسية تدخل في عمق الجزء المكتنز من المادة السوداء؛ تكون المحاور العصبية من تلك الموجودة في المصفوفة متفرعة بشكل متفرق. يشكل هذا النمط من الاتصال مشكلة. الوسيط الرئيسي لنظام هو حمض الغاما-أمينوبيوتيريك وهناك أيضًا مرسلات مشاركة. تتصبغ الكرة الشاحبة الخارجية للميتينكيفالين، وتتصبغ الكرة الشاحبة الداخلية إما للمادة بي أو للداينورفين أو كليهما، وتتصبغ المادة السوداء لكليهما. هذا يعني على الأرجح أن محورًا عصبيًا واحدًا قادر على تركيز وسطاء مشاركين مختلفة في أشجار فرعية مختلفة، بناءً على الهدف.

#### انتقائية المناطق المخططة للأهداف
وجدت دراسة للنسبة المئوية للمحاور العصبية المخططة الخارجة من الحسية الحركية (البطامة الظهرانية) والجسم المخطط الترابطي (النواة الذنبية والبطامة البطنية) إلى الكرة الشاحبة اختلافات مهمة. على سبيل المثال، تتلقى الكرة الشاحبة الخارجية مدخلات كبيرة من المحاور العصبية من المناطق الترابطية. الكرة الشاحبة الداخلية متصلة بقوة بالحسية الحركية. المادة السوداء في البداية ترابطية. وهذا ما تؤكده آثار المحفزات المخططة.
تتجنب جميع الإسقاطات من القشرة الحسية الجسدية الأولية إلى البطامة الستريوسومات والمناطق العصبية داخل المصفوفة.

## المجموعة الشاحبة السوداء ومنظم ضربات القلب

### التكوين
تتألف المجموعة الشاحبة السوداء من الأهداف المباشرة للمحاور العصبية المخططة: نواتا الشاحبة والجزء المكتنز والجزء الشبكي للمادة السوداء. تأتي إحدى صفات هذه المجموعة من خلال الحزمة الشاحبة السوداء المخططة الكثيفة للغاية مما يعطيها مظهرها الضارب إلى البياض (الشاحب). لا تأخذ الشاحبة بأي حال من الأحوال شكل الكرة. بعد فويكس ونيكوليسكو (1925) وبعض الآخرين، اقترح سيسيل وأوسكار فوت (1941) مصطلح الشاحبة - المستخدم أيضًا من قبل ترمينولوجيا أناتوميكا (1998). اقترحوا أيضًا مصطلح السوداء ليحل محل الأسود، والتي هي في الحقيقية ليست مادة؛ ولكن هذا الأمر ليس متبوعًا بشكل عام. تتكون المجموعة الشاحبة السوداء بأكملها من نفس المكونات العصبية. تتكون الغالبية العظمى من عصبونات كبيرة جدًا، متفرعة بشكل سيئ، مصبوغة بقوة للبارفالبومين، لها تغصنات شجرية كبيرة جدًا (أكبر بكثير عند الرئيسيات منها عند القوارض) مع أغصان مستقيمة وسميكة. إن الاختلاف الوحيد بين عصبونات الشاحبة والمادة السوداء هو في شكل واتجاه التغصنات الشجرية.